# Jakubowice (powiat włoszczowski)
Jakubowice – wieś w Polsce położona w województwie świętokrzyskim, w powiecie włoszczowskim, w gminie Kluczewsko.
W latach 1975–1998 miejscowość należała administracyjnie do województwa piotrkowskiego.

## Historia
Według spisu powszechnego z roku 1921 miejscowość Jakubowice wówczas kolonia w gminie Kluczewsko posiadała 29 domy(ów) i 182 mieszkańców.